# Richard Gottinger
Richard Gottinger (* 4. Juni 1926 in Fürth; † 5. März 2008 ebenda) war ein deutscher Fußballspieler, der ausschließlich für Fürther Mannschaften spielte. Der Außenläufer von der SpVgg Fürth kam im WM-Qualifikationsspiel am 11. Oktober 1953 in Stuttgart gegen das Saarland (3:0) zu seinem einzigen Einsatz in der A-Nationalmannschaft.

## Karriere

### Vereine
Gottinger begann elfjährig in der Jugendabteilung der SpVgg Fürth mit dem Fußballspielen. Dort spielte er mit seinem Freund Max Appis zusammen. 1943 wurde er zum Militär eingezogen. Nach Ende des Krieges wechselte der Sohn von Konrad Krauß zunächst als 20-Jähriger für die Zeit vom 1. Januar 1946 bis zum 30. Juni 1947 zum ASV Fürth, wo er Spielerfahrung in der Bezirksliga Mittelfranken (1945/46) und Landesliga Nordbayern (1946/47) sammelte.
Der 1,68 m große Mittelfeldspieler kehrte zur Saison 1947/48 zur Spielvereinigung zurück und trat mit der ersten Mannschaft in der Fußball-Oberliga Süd an. Er wurde auf Anhieb Stammspieler und absolvierte 31 Ligaspiele, in denen er drei Tore erzielte. Am Saisonende stieg Fürth in der 20er-Staffel als 15. mit 31:45 Punkten in die Zweitklassigkeit des bayerischen Amateurfußballs ab. Die desolaten 10:28 Punkte aus der unerwartet schwachen Hinrunde mit 0:20 Auswärtspunkten führten zum Abstieg; die Steigerung in der Rückrunde auf 21:17 Punkte war am Ende vergebens, insbesondere nach der 2:3-Niederlage am 13. Juni 1948 beim Karlsruher Stadtteilclub VfB Mühlburg, welches durch Zuschauerausschreitungen zum „Skandalspiel“ avancierte.
Die sportliche Abstinenz währte aber nur ein Jahr: Im ersten Jahr der neugeschaffenen Bayernliga, 1948/49, dominierten Jahn Regensburg und Fürth eindeutig in der zweithöchsten Klasse und belegten mit 52:8 beziehungsweise 50:10 Punkten die ersten zwei Plätze. Nach Toren lief dem Meister SSV Jahn Vizemeister Fürth mit 113 Treffern dabei den Rang ab und Mittelstürmer Horst Schade stellte mit 57 Treffern einen Torrekord auf. In der anschließenden Aufstiegsrunde gingen Gottinger und Kameraden in der Gruppe 2 mit 11:1 Punkten durch das Ziel und kehrten damit umgehend in die Oberliga Süd zurück.
Der Höhenflug ging aber auch unter Trainer Helmut Schneider in der Oberliga weiter; die Spielvereinigung krönte sich nach der Rückkehr in die Oberliga Süd unmittelbar zum Süddeutschen Meister. Es brachte aber auch durch den am 5. Februar 1950 erlittenen Schienbeinbruch beim Spiel gegen Jahn Regensburg, einen Rückschlag in seiner persönlichen Entwicklung. Er konnte dadurch nicht an den Endrundenspielen 1950 teilnehmen und auch seine Anwartschaft zum Kreis der neu aufgebauten Nationalmannschaft zu gehören, geriet ins Stocken.
Nachdem er mit seiner Mannschaft die Saison 1950/51 in der Oberliga Süd als Zweitplatzierter abgeschlossen hatte und er dabei in 33 Rundeneinsätzen drei Tore erzielt hatte, war er mit dem süddeutschen Vizemeister als Teilnehmer an der Endrunde um die Deutsche Meisterschaft qualifiziert. Er bestritt alle sechs Gruppenspiele, schied jedoch als Drittplatzierter aus dem Wettbewerb aus. In die Gruppenphase waren Gottinger und Kollegen mit 4:2 Punkte gegen den 1. FC Kaiserslautern (2:2), FC Schalke 04 (0:0) und den FC St. Pauli (4:1) gestartet. Danach wurden die drei Rückspiele verloren, darunter auch das Heimspiel am 3. Juni 1953 mit 1:3 gegen den späteren Deutschen Meister 1. FC Kaiserslautern.
In den nächsten zwei Runden, 1951/52 und 1952/53, gehörte man noch dem Kreis der Spitzenmannschaften im Süden an, dann belegte die Ronhof-Elf aber drei Runden hintere Mittelfeldplätze, ehe ab 1956/57 nochmals drei Runden im vorderen Bereich der Südliga möglich waren. Der ausdauerstarke, einsatzfreudige und brillante Techniker gehörte auch der Fürther Mannschaft an, welche am 30. September 1956 unter der Führung von Trainer Hans Schmidt sensationell hoch mit 7:2 das Derby beim 1. FC Nürnberg gewann. Er agierte dabei nicht auf seiner gewohnten linken Läuferposition, sondern stürmte am rechten Flügel und erzielte zwei Tore.
Mit dem Spiel am 15. April 1962, einem 3:1-Heimerfolg gegen BC Augsburg, beendete der ob seiner Fairness und Bodenständigkeit allseits geachtete und über Jahre eine absolute Spielerpersönlichkeit darstellende 36-Jährige nach 347 Oberligaeinsätzen mit 30 Toren seine Spielerlaufbahn bei der SpVgg Fürth.
Im DFB-Pokal-Wettbewerb bestritt er 1952/53 das mit 6:1 gewonnene Vorrundenspiel gegen den 1. FC Kaiserslautern und das mit 2:5 bei Waldhof Mannheim verlorene Achtelfinalspiel.

### Auswahlspiele
Sein einziges Länderspiel für die A-Nationalmannschaft bestritt er am 11. Oktober 1953 in Stuttgart im Qualifikationsspiel für die Weltmeisterschaft 1954, das gegen die Saarländische Nationalmannschaft mit 3:0 gewonnen wurde. Des Weiteren bestritt er zwei Länderspiele für die B-Nationalmannschaft. Sein erstes am 14. Juni 1953 in Düsseldorf beim 5:2-Sieg über die Auswahl Spaniens, sein letztes am 23. März 1955 in Sheffield beim 1:1-Unentschieden gegen die Auswahl Englands.
Begonnen hatten die Auswahlberufungen von Gottinger mit Einsätzen in der Süddeutschen Auswahl und Lehrgängen von Bundestrainer Sepp Herberger zur Bildung einer Nationalmannschaft nach Ende des Zweiten Weltkrieges. Am 2. Oktober 1949 trennte sich die Süddeutsche Auswahl in München mit 2:2 von der Norddeutschen Auswahl und Gottinger war in der 46. Minute für Robert Gebhardt als linker Außenläufer eingewechselt worden. Sechs Wochen später wurde er von Herberger zum ersten Nachkriegslehrgang nach Duisburg-Wedau vom 14. bis 19. November 1949 eingeladen, wo er sich mit Außenläufer-Konkurrenten wie Erich Schanko, Paul Mebus, Andreas Kupfer und Gerhard Bergner zu messen hatte. Danach wurde seine Auswahlkarriere durch seinen komplizierten Schienbeinbruch am 5. Februar 1950 für längere Zeit unterbrochen. Es ging erst wieder im Jahr 1953 weiter.
Als die Endrunde um die deutsche Meisterschaft im Mai/Juni 1953 ausgetragen wurde, führte Herberger Lehrgänge und Sichtungsspiele durch. Am 4. Juni trat in Augsburg eine DFB-Auswahl gegen Süddeutschland (3:5) an und Gottinger lief als linker Läufer in der siegreichen Südauswahl auf. Zehn Tage danach, am 14. Juni, debütierte der Fürther in der B-Nationalmannschaft bei einem 5:2-Erfolg in Düsseldorf gegen Spanien, wie auch sein Vereinskollege Herbert Erhardt. Beim ersten WM-Qualifikationsspiel für die Weltmeisterschaft 1954 in der Schweiz, am 19. August 1953, saß Gottinger beim 1:1 in Oslo auf der Ersatzbank. Zwei Wochen später, am 2. September, kam er in Konstanz in einer DFB-Auswahl bei einem 2:0 gegen eine Schweizer Auswahl zum Einsatz. Diese Serie führte zu seiner Berücksichtigung für das WM-Qualifikationsspiel am 11. Oktober 1953 in Stuttgart gegen das Saarland (3:0). Dabei kamen auch die Vereinskollegen Erhardt und Karl Mai zu ihrem ersten Länderspieleinsatz. Gottinger verletzte sich aber in der 1. Halbzeit und wurde in der 38. Spielminute durch den Lauterer Horst Eckel ersetzt. Beim letzten Länderspiel vor dem WM-Turnier, am 25. April 1954 in Bern gegen die Schweiz (5:3) war er als Ersatzspieler dabei und wurde auch Anfang Mai in der 40er-Liste an die FIFA vom DFB aufgeführt. Zum 22er-WM-Aufgebot zählte er dann nicht und nahm somit auch nicht am Turnier teil.
Sein letzter internationaler Einsatz datiert vom 23. März 1955, als er mit der B-Nationalmannschaft in Sheffield im Länderspiel gegen England an der Seite von Mitspielern wie Heinz Kubsch und Erich Juskowiak mithalf ein 1:1 zu erkämpfen.

## Erfolge
- Süddeutscher Meister 1950
- Länderpokal-Sieger 1950 (mit dem Landesverband Bayern)

## Sonstiges
Nach dem Ende seiner aktiven Karriere war Gottinger als Trainer aktiv. Er trainierte unter anderem die A-Jugend der Spielvereinigung, den 1. FC Bamberg und die SG Quelle Fürth.
Im März 2008 starb Gottinger nach langer, schwerer Krankheit in Fürth.